# Alexander Andreevich Samarskii
Alexander Andreevich Samarskii (em russo:  Александр Андреевич Самарский; Amvrosiivka, Donetsk, 19 de fevereiro de 1919 – Moscou, 11 de fevereiro de 2008) foi um matemático soviético-russo, especialista em física matemática, matemática aplicada, análise numérica e método das diferenças finitas.

## Educação e carreira
Samarskii estudou a partir de 1936 na Universidade Estatal de Moscou, que interrompeu de 1941 a 1944 por serviço militar voluntário na Segunda Guerra Mundial — foi ferido severamente na Batalha de Moscou. Em 1948 recebeu seu doutorado russo.
Foi palestrante convidado do Congresso Internacional de Matemáticos em Vancouver (1974) e em Helsinki (1978).

## Publicações selecionadas
- Theorie der Differenzenverfahren. Leipzig, 1984, Academische Verlagsgessellschaft, 356 p.
- The theory of difference schemes. New York – Basel. Marcel Dekker, Inc, 2001, pp. 761.
- com A. N. Tikhonov: Differentialgleichungen der Mathematischen Physik (series Hochschulbücher für Mathematik. vol. 39). Deutscher Verlag der Wissenschaften, Berlin 1959, English translateion: Equations of Mathematical Physics, Pergamon Press, Oxford-London-NY-Paris, 1963, Dover 1990
- com B. M. Budak, A. N. Tikhonov: A collection of problems of mathematical physics. Pergamon Press 1964, New York, Dover Publications. Inc., 1988, 768 pp. ISBN 0-486-65806-6
- com A. N. Tikhonov: Partial differential equations of mathematical physics. 2 vols. Holden-Day, San Francisco 1964, 1967.
- com Evegenii S. Nikolaev: Numerical methods for grid equations. 2 vols. Birkhäuser, 1989.
- com Galactionov V.A and co.Blow-up in quasilinear parabolic equations. Walter de Gruyte Berlin, NY, 1995, 534 p. ISBN 3-11- 012754-7.
- com P.N. Vabishchevich: Computational heat transfer. 2 vols. Chichester, Wiley. 1995.
- com A. P. Mikhailov: Principles of mathematical modeling: ideas, methods and examples. London and NewYork. Taylor and Francis, 2002, 349 c. ISBN 0 -415-27280-7.
- com P. P. Matus, P.N. Vabishchevich: Difference methods with operator factors. Kluwer Academic Publishers,
- com P.N. Vabishchevich:Numerical methods for solving inverse problems of mathematical physics. Walter de Gruyte Berlin, NY de Gruyter, 2007.